# Аландский музей
Аландский музей (швед. Ålands museum) — расположенный в центре Мариехамна исторический музей.

## История
Здание, в котором расположились экспозиции музея, было построено в 1981 году архитектором Хелмером Стенросом в рамках «Проект-77».
В том же здании находится и Художественный музей, имеющий в своих фондах как работы местных мастеров, так и собрание иностранной живописи.
Экспозиция музея Аландских островов посвящена истории и современной жизни архипелага.